# 倫堡縣

54°33′N 17°45′E / 54.550°N 17.750°E
倫堡縣（波蘭語：Powiat lęborski），是波蘭的縣份，位於該國北部，由濱海省負責管轄，首府設於倫堡，面積707平方公里，2006年該縣人口63,659，人口密度每平方公里90人。